# Probit
Pour l’article homonyme, voir modèle probit.

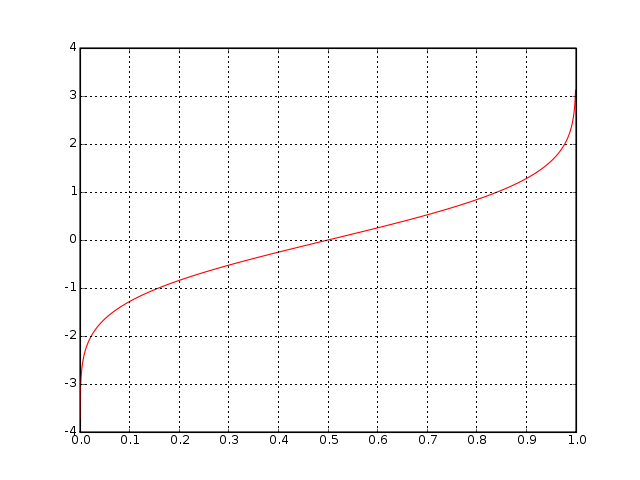
Graphe de la fonction Probit

La fonction probit est définie comme la réciproque {\displaystyle \Phi ^{-1}:\,]0,1[\to \mathbb {R} } de la fonction de répartition de la loi normale centrée réduite. Elle a des applications dans les graphiques statistiques exploratoires (droite de Henry).